# Кемпе (Малопольське воєводство)
Кемпе (пол. Kępie) — село в Польщі, у гміні Козлув Меховського повіту Малопольського воєводства.
Населення — 532 особи (2011).
У 1975-1998 роках село належало до Келецького воєводства.

## Демографія
Демографічна структура станом на 31 березня 2011 року:
|          | Загалом | Допрацездатний вік | Працездатний вік | Постпрацездатний вік |
| -------- | ------- | ------------------ | ---------------- | -------------------- |
| Чоловіки | 256     | 47                 | 170              | 39                   |
| Жінки    | 276     | 52                 | 130              | 94                   |
| Разом    | 532     | 99                 | 300              | 133                  |